# Zsolt Harczi

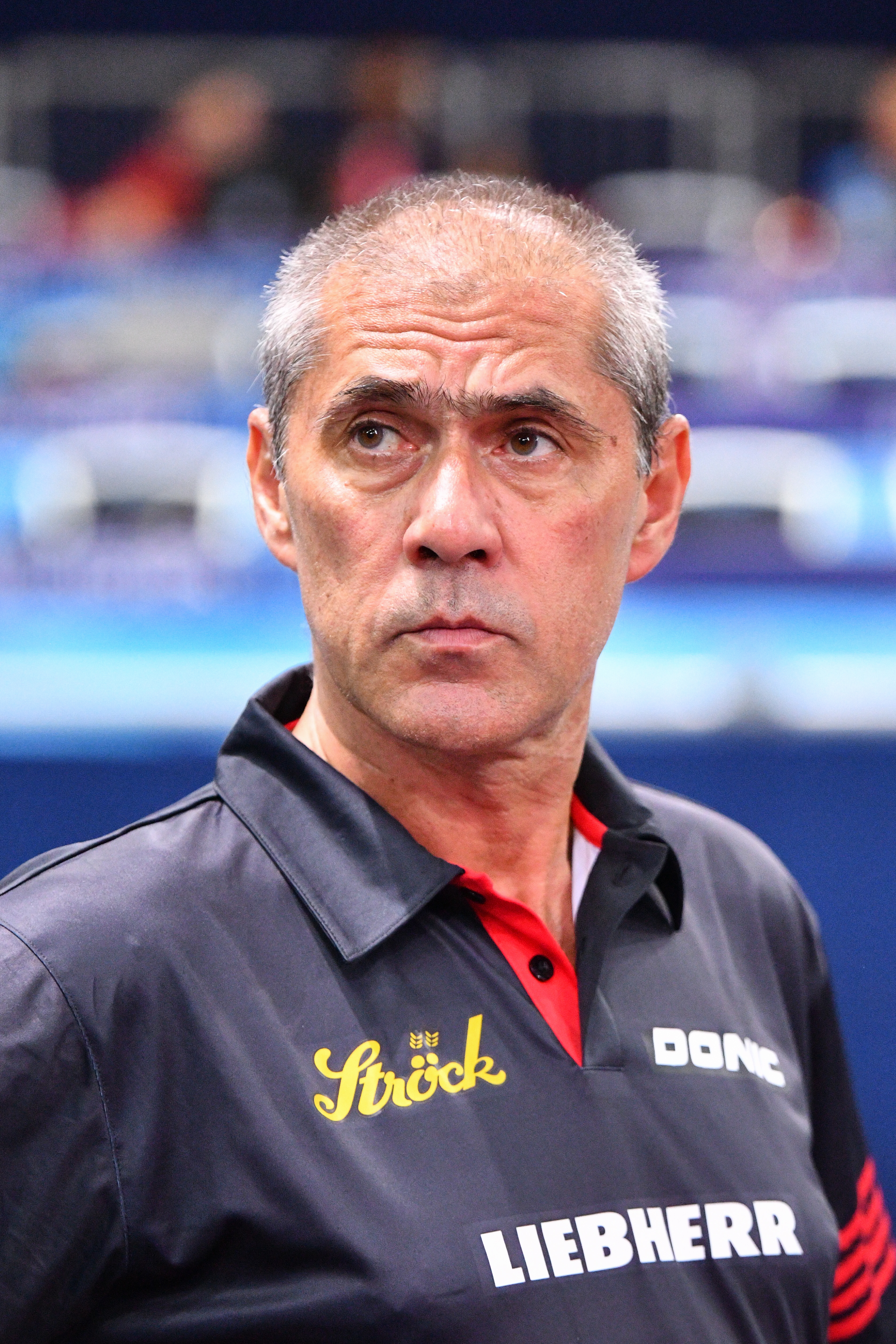
Harczi 2022

Zsolt Harczi (* 17. Februar 1967 in Cegléd) ist ein ungarischer Tischtennisspieler und -trainer. Er nahm an mehreren Europameisterschaften und Weltmeisterschaften sowie an den Olympischen Spielen 1988 teil.

## Werdegang
Zsolt Harczi wurde fünfmal ungarischer Meister im Einzel, nämlich 1988, 1990, 1994, 1995 und 1996. Im Doppel holte er 1987 und 1996 den Titel. Mit dem Team Kiskunfélegyházi CREDO AC gewann er 1994 bis 1996 dreimal in Folge die ungarische Mannschaftsmeisterschaft.
1987 und 1989 wurde er für Weltmeisterschaften nominiert, zudem nahm er an den Europameisterschaften 1988, 1990, 1992 und 1996 teil.
Bei den Olympischen Spielen 1988 in Seoul trat Zsolt Harczi nur im Einzelwettbewerb an. Dabei gewann er drei Spiele und verlor vier. Damit verpasste er den Einzug in die Hauptrunde und landete auf Platz 33.
In der europäischen Superliga spielte er 1994/95 in der ungarischen Mannschaft Asz.Cl. Kiskunfélegyháza, 2005/06 im österreichischen Team ASKÖ Erdgas Linz-Froschberg, dem er seit 2001 angehörte.
Nach dem Ende seiner aktiven Laufbahn als Leistungssportler arbeitete Zsolt Harczi als Trainer. Zunächst trainierte er die ungarische Nationalmannschaft, später den Verein Budaörsi, der in der Champions League spielte. Am 1. August 2017 wurde er vom österreichischen Verein ASKÖ Linz-Froschberg verpflichtet. Dessen Damenmannschaft führte er 2021 zur österreichischen Meisterschaft. Von 2022 bis 2024 fungierte er in Österreich als Bundestrainer der Damen.

## Spielergebnisse bei den Olympischen Spielen
- Olympische Spiele 1988 Einzel in Vorgruppe C[5]
  - Siege: Wu Wen-Chia (Taiwan), Alain Choo Choy (Mauritius), Abdul Wahab Ali (Irak)
  - Niederlagen: Yomi Bankole (Nigeria), Ding Yi (Österreich), Chen Longcan (China), Lo Chuen Tsung (Hongkong)